# Mare de Déu de les Dones
La Mare de Déu de les Dones o del Castell de Palafolls és una imatge romànica que presidia l'esglesiola de dins el recinte emmurallat d'aquest castell.

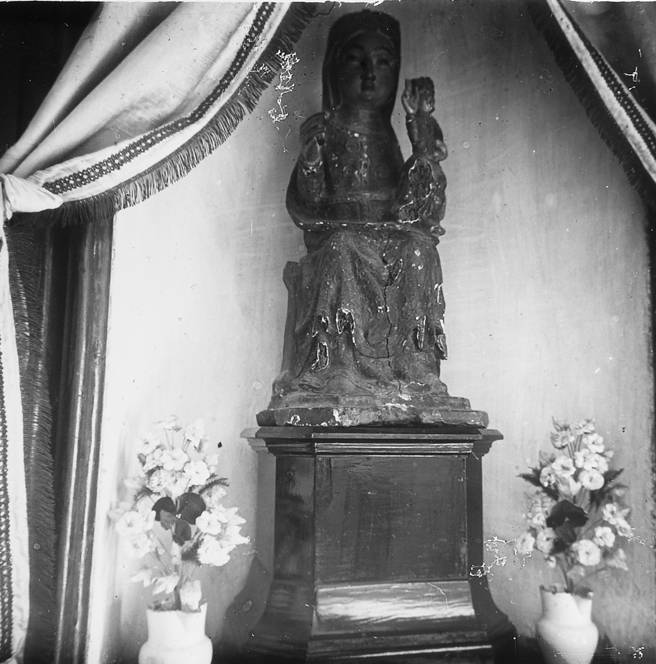
La Marededéu de les Dones a l'església parroquial de Sant Genís de Palafolls en una fotografía de Josep Salvany i Blanch de 1919. (Arxiu del Centre Excursionista de Catalunya)

Era una antiga talla de fusta policromada d'uns seixanta-set centímetres. Un escultura un xic desproporcionada on el cap era la cinquena part d'aquesta imatge sedent de Maria amb el seu fill Jesús infant sostingut amb el braç dret. Ambdós lluint una corona al cap. Probablement obrada al segle XIII.
En ser enderrocat el castell de Palafolls, fou traslladada al temple parroquial de Sant Genís de Palafolls.  D'on desaparegué després de la Guerra Civil.
El 1683 la imatge romànica ja era venerada a l'església de Sant Genís de Palafolls, ja que en aquella data Sebastià Pla, rector d'aquella parròquia, redactà uns Goigs en llaor de Nostra Senyora de Palafolls també coneguda sota l'advocació de les Dones i que foren reeditats el 1933.
Es conserva una fotografia obra d'Antoni Noguera i Massa. També una altra de Josep Salvany i Blanc dins l' Arxiu del Centre Excursionista de Catalunya.